# G Tower
La G Tower est un gratte-ciel de 122 mètres de hauteur construit en 2009 à Kuala Lumpur, en Malaisie.
L'immeuble abrite des bureaux et un hôtel sur 30 étages.